# Copa do Nordeste 1999
Die Copa do Nordeste 1999, war die vierte Austragung der Copa do Nordeste, eines regionalen Fußballpokalwettbewerbs in Brasilien, der vom nationalen Fußballverband CBF organisiert wurde. Es startete am 11. Februar und endete am 27. Juni 1999. Der Turniersieg war mit der Qualifizierung zum Copa Conmebol 1999 verbunden.
Der Turniersieger EC Vitória verzichtete allerdings an der Teilnahme am Copa Conmebol 1999. Auch der zweitplatzierte EC Bahia sowie der Halbfinalist Sport Recife wollten nicht in dem Turnier starten, so dass der CS Alagoano diese Chance wahrnahm.

## Modus
Das Turnier wurde zunächst in einer Gruppenphasen zu je vier Klubs mit Hin- und Rückspiel ausgetragen. Die 16 Teilnehmer in vier Gruppen zu je vier Klubs aufeinander. Die jeweiligen zwei Gruppenbesten zog in die zweite Runde ein. Diese wurde im Pokalmodus ab einem Viertelfinale ebenfalls Hin- und Rückspielen bis zu den Finals ausgespielt.

## Teilnehmer
Die 16 Teilnehmer kamen aus den Bundesstaaten Alagoas, Bahia, Ceará, Paraíba, Pernambuco, Rio Grande do Norte und Sergipe.
Die Teilnehmer waren:
| Bundesstaat         | Klub                    |
| ------------------- | ----------------------- |
| Alagoas             | CS Alagoano             |
| Alagoas             | Clube de Regatas Brasil |
| Bahia               | EC Bahia                |
| Bahia               | Juazeiro SC             |
| Bahia               | EC Vitória              |
| Ceará               | Ceará SC                |
| Ceará               | Ferroviário AC (CE)     |
| Paraíba             | Botafogo FC (PB)        |
| Paraíba             | Campinense Clube        |
| Pernambuco          | CA do Porto             |
| Pernambuco          | Sport Recife            |
| Rio Grande do Norte | ABC Natal               |
| Rio Grande do Norte | América FC (RN)         |
| Rio Grande do Norte | ACEC Baraúnas           |
| Sergipe             | AC Lagartense           |
| Sergipe             | CS Sergipe              |

## Gruppenphase

### Gruppe A
| Pl. | Verein              | Sp. | S | U | N | Tore    | Diff. | Punkte |
| --- | ------------------- | --- | - | - | - | ------- | ----- | ------ |
| 1.  | América FC (RN)     | 6   | 3 | 2 | 1 | 011:900 | +2    | 11     |
| 2.  | ABC Natal           | 6   | 3 | 0 | 3 | 011:900 | +2    | 09     |
| 3.  | Ceará SC            | 6   | 2 | 2 | 2 | 007:800 | −1    | 08     |
| 4.  | Ferroviário AC (CE) | 6   | 1 | 2 | 3 | 006:900 | −3    | 05     |

| Datum       | Stadion  | Heimmannschaft | Ergebnis | Gastmannschaft |
| ----------- | -------- | -------------- | -------- | -------------- |
| 11. Februar | Machadão | América        | 1:1      | Ferroviário    |
| 18. Februar | PV       | Ceará SC       | 3:1      | ABC Natal      |
| 24. Februar | Machadão | ABC Natal      | 2:1      | Ferroviário    |
| 10. März    | PV       | Ferroviário    | 0:0      | Ceará          |
| 24. März    | PV       | Ferroviário    | 0:2      | ABC Natal      |
| 31. März    | PV       | Ceará          | 1:1      | América        |
| 7. April    | Machadão | América        | 3:0      | Ceará          |
| 11. April   | Machadão | América        | 1:3      | ABC Natal      |
| 28. April   | Machadão | ABC Natal      | 1:2      | América        |
| 28. April   | PV       | Ceará          | 1:2      | Ferroviário    |
| 5. Mai      | PV       | Ferroviário    | 2:3      | América        |
| 5. Mai      | Machadão | ABC Natal      | 1:2      | Ceará          |

### Gruppe B
| Pl. | Verein           | Sp. | S | U | N | Tore    | Diff. | Punkte |
| --- | ---------------- | --- | - | - | - | ------- | ----- | ------ |
| 1.  | Botafogo FC (PB) | 6   | 4 | 1 | 1 | 015:600 | +9    | 13     |
| 2.  | Sport Recife     | 6   | 3 | 3 | 0 | 016:700 | +9    | 12     |
| 3.  | ACEC Baraúnas    | 6   | 1 | 2 | 3 | 008:150 | −7    | 05     |
| 4.  | Campinense Clube | 6   | 0 | 2 | 4 | 004:150 | −11   | 02     |

| Datum       | Stadion        | Heimmannschaft | Ergebnis | Gastmannschaft |
| ----------- | -------------- | -------------- | -------- | -------------- |
| 18. Februar | Almeidão       | Botafogo       | 1:1      | Sport Recife   |
| 18. Februar | Nogueirão      | Baraúnas       | 3:1      | Campinense     |
| 25. Februar | Amigão         | Campinense     | 0:3      | Botafogo       |
| 3. März     | Almeidão       | Botafogo       | 3:1      | Baraúnas       |
| 24. März    | Ilha do Retiro | Sport Recife   | 6:1      | Baraúnas       |
| 31. März    | Nogueirão      | Baraúnas       | 0:2      | Botafogo       |
| 7. April    | Amigão         | Campinense     | 1:1      | Sport Recife   |
| 15. April   | Ilha do Retiro | Sport Recife   | 3:0      | Campinense     |
| 28. April   | Nogueirão      | Baraúnas       | 2:2      | Sport Recife   |
| 28. April   | Almeidão       | Botafogo       | 4:1      | Campinense     |
| 5. Mai      | Ilha do Retiro | Sport Recife   | 3:2      | Botafogo       |
| 5. Mai      | Amigão         | Campinense     | 1:1      | Baraúnas       |

### Gruppe C
| Pl. | Verein                  | Sp. | S | U | N | Tore    | Diff. | Punkte |
| --- | ----------------------- | --- | - | - | - | ------- | ----- | ------ |
| 1.  | EC Bahia                | 6   | 3 | 3 | 0 | 017:900 | +8    | 12     |
| 2.  | CS Alagoano             | 6   | 2 | 3 | 1 | 009:800 | +1    | 09     |
| 3.  | Clube de Regatas Brasil | 6   | 2 | 3 | 1 | 007:700 | ±0    | 09     |
| 4.  | AC Lagartense           | 6   | 0 | 1 | 5 | 004:130 | −9    | 01     |

| Datum       | Stadion    | Heimmannschaft | Ergebnis | Gastmannschaft |
| ----------- | ---------- | -------------- | -------- | -------------- |
| 18. Februar | Fonte Nova | Bahia          | 4:0      | CRB            |
| 25. Februar | Rei Pelé   | CSA            | 1:0      | Lagartense     |
| 3. März     | Fonte Nova | Bahia          | 4:2      | CSA            |
| 17. März    | Rei Pelé   | CRB            | 0:0      | CSA            |
| 24. März    |            | Lagartense     | 1:3      | CRB            |
| 31. März    | Rei Pelé   | CRB            | 2:0      | Lagartense     |
| 7. April    | Rei Pelé   | CSA            | 3:3      | Bahia          |
| 27. April   |            | Lagartense     | 2:4      | Bahia          |
| 29. April   | Rei Pelé   | CSA            | 1:1      | CRB            |
| 30. April   | Fonte Nova | Bahia          | 1:1      | Lagartense     |
| 5. Mai      | Rei Pelé   | CRB            | 1:1      | Bahia          |
| 5. Mai      |            | Lagartense     | 0:2      | CSA            |

### Gruppe D
| Pl. | Verein      | Sp. | S | U | N | Tore    | Diff. | Punkte |
| --- | ----------- | --- | - | - | - | ------- | ----- | ------ |
| 1.  | CS Sergipe  | 6   | 4 | 1 | 1 | 014:800 | +6    | 13     |
| 2.  | EC Vitória  | 6   | 3 | 2 | 1 | 008:600 | +2    | 11     |
| 3.  | CA do Porto | 6   | 2 | 2 | 2 | 010:100 | ±0    | 08     |
| 4.  | Juazeiro SC | 6   | 0 | 1 | 5 | 009:170 | −8    | 01     |

| Datum       | Stadion  | Heimmannschaft | Ergebnis | Gastmannschaft |
| ----------- | -------- | -------------- | -------- | -------------- |
| 18. Februar | Adautão  | Juazeiro       | 1:1      | Porto          |
| 3. März     | Barradão | Vitória        | 1:0      | Juazeiro       |
| 10. März    | Lacerdão | Porto          | 1:3      | Sergipe        |
| 17. März    | Batistão | Sergipe        | 1:0      | Vitória        |
| 24. März    | Adautão  | Juazeiro       | 2:5      | Sergipe        |
| 31. März    | Batistão | Sergipe        | 2:1      | Juazeiro       |
| 31. März    | Barradão | Vitória        | 1:1      | Porto          |
| 7. April    | Lacerdão | Porto          | 0:1      | Vitória        |
| 21. April   | Adautão  | Juazeiro       | 3:4      | Vitória        |
| 29. April   |          | Sergipe        | 2:3      | Porto          |
| 5. Mai      | Barradão | Vitória        | 1:1      | Sergipe        |
| 5. Mai      | Lacerdão | Porto          | 4:2      | Juazeiro       |

## Finalrunde

### Turnierplan
|  | Viertelfinale       | Viertelfinale   | Viertelfinale | Viertelfinale | Viertelfinale |         |                 | Halbfinale      | Halbfinale | Halbfinale | Halbfinale | Halbfinale |  |  | Finale | Finale | Finale | Finale | Finale |
|  |                     |                 |               |               |               |         |                 |                 |            |            |            |            |  |  |        |        |        |        |        |
|  | Bahia               | Ziel=EC Vitória | 2             | 2             | 4             |         |                 |                 |            |            |            |            |  |  |        |        |        |        |        |
|  | Paraíba             | Botafogo        | 0             | 3             | 3             |         |                 |                 |            |            |            |            |  |  |        |        |        |        |        |
|  | Paraíba             | Botafogo        | 0             | 3             | 3             | Bahia   | Ziel=EC Vitória | 2               | 0          | 2 (4)      |            |            |  |  |        |        |        |        |        |
|  |                     |                 |               |               |               | Bahia   | Ziel=EC Vitória | 2               | 0          | 2 (4)      |            |            |  |  |        |        |        |        |        |
|  |                     | Pernambuco      | Sport Recife  | 1             | 1             | 2 (2)   |                 |                 |            |            |            |            |  |  |        |        |        |        |        |
|  | Pernambuco          | Pernambuco      | Sport Recife  | 1             | 1             | 2 (2)   | Sport Recife    | 2               | 2          | 4          |            |            |  |  |        |        |        |        |        |
|  | Pernambuco          |                 |               |               |               |         | Sport Recife    | 2               | 2          | 4          |            |            |  |  |        |        |        |        |        |
|  | Sergipe             | Sergipe         | 0             | 1             | 1             |         |                 |                 |            |            |            |            |  |  |        |        |        |        |        |
|  |                     |                 |               |               |               |         | Bahia           | Ziel=EC Vitória | 2          | 0          | 2          |            |  |  |        |        |        |        |        |
|  |                     | Bahia           | Bahia         | 0             | 1             | 1       |                 |                 |            |            |            |            |  |  |        |        |        |        |        |
|  | Alagoas             | CSA             | 1             | 2             | 3 (4)         |         |                 |                 |            |            |            |            |  |  |        |        |        |        |        |
|  | Rio Grande do Norte | ABC             | 2             | 1             | 3 (3)         |         |                 |                 |            |            |            |            |  |  |        |        |        |        |        |
|  | Rio Grande do Norte | ABC             | 2             | 1             | 3 (3)         | Alagoas | CSA             | 1               | 1          | 2          |            |            |  |  |        |        |        |        |        |
|  |                     |                 |               |               |               | Alagoas | CSA             | 1               | 1          | 2          |            |            |  |  |        |        |        |        |        |
|  |                     | Bahia           | Bahia         | 1             | 3             | 4       |                 |                 |            |            |            |            |  |  |        |        |        |        |        |
|  | Rio Grande do Norte | Bahia           | Bahia         | 1             | 3             | 4       | América         | 2               | 3          | 5          |            |            |  |  |        |        |        |        |        |
|  | Rio Grande do Norte |                 |               |               |               |         | América         | 2               | 3          | 5          |            |            |  |  |        |        |        |        |        |
|  | Bahia               | Bahia           | 1             | 6             | 7             |         |                 |                 |            |            |            |            |  |  |        |        |        |        |        |

## Viertelfinale

### Hinrunde
| Datum   | Stadion        | Heimmannschaft | Ergebnis | Gastmannschaft |
| ------- | -------------- | -------------- | -------- | -------------- |
| 20. Mai | Barradão       | Vitória        | 2:0      | Botafogo       |
| 26. Mai | Ilha do Retiro | Sport Recife   | 2:0      | Sergipe        |
| 27. Mai | Machadão       | América        | 2:1      | Bahia          |
| 27. Mai | Rei Pelé       | CSA            | 1:2      | ABC Natal      |

### Rückrunde
| Datum   | Stadion    | Heimmannschaft | Ergebnis        | Gastmannschaft |
| ------- | ---------- | -------------- | --------------- | -------------- |
| 2. Juni | Batistão   | Sergipe        | 1:2             | Sport Recife   |
| 3. Juni | Almeidão   | Botafogo       | 3:2             | Vitória        |
| 3. Juni | Fonte Nova | Bahia          | 6:3             | América        |
| 3. Juni | Machadão   | ABC Natal      | 1:2 (2:4 i. E.) | CSA            |

## Halbfinale

### Hinrunde
| Datum   | Stadion  | Heimmannschaft | Ergebnis | Gastmannschaft |
| ------- | -------- | -------------- | -------- | -------------- |
| 9. Juni | Rei Pelé | CSA            | 1:1      | Bahia          |
| 9. Juni | Barradão | Vitória        | 2:1      | Sport Recife   |

### Rückrunde
| Datum    | Stadion        | Heimmannschaft | Ergebnis        | Gastmannschaft |
| -------- | -------------- | -------------- | --------------- | -------------- |
| 16. Juni | Ilha do Retiro | Sport Recife   | 1:0 (2:4 i. E.) | Vitória        |
| 17. Juni | Fonte Nova     | Bahia          | 3:1             | CSA            |

## Finale

### Hinspiel
| EC Vitória                                                  | EC Vitória | EC Bahia | EC Bahia |
| ----------------------------------------------------------- | --- | --- | -------- |
| EC Vitória                                                  | \| 20. Juni 1999 in Salvador (Bahia) (Estádio Manoel Barradas) \| \| Ergebnis: 2:0 (?:?) \| \| Zuschauer: 8.146 \| \| Schiedsrichter: Wilson de Souza Mendonça ( Pernambuco) \|      | \| 20. Juni 1999 in Salvador (Bahia) (Estádio Manoel Barradas) \| \| Ergebnis: 2:0 (?:?) \| \| Zuschauer: 8.146 \| \| Schiedsrichter: Wilson de Souza Mendonça ( Pernambuco) \|     | EC Bahia |
| EC Vitória                                                  | Fábio Costa – Russo , Flávio Tanajura, Moisés, Leandro – Otacílio, Fernando, Preto Casagrande , Tácio – Cláudio Tauá, Nico Hernández Reserve Elvis , Eloy Cheftrainer: Ricardo Gomes | Gilberto – Clébson, Samuel, Wellington, Jefferson – Mantena, Lima Sergipano, Capixaba , Vinícius – Róbson Luís, Ueslei Reserve Fábio Costa , Jorge Wagner Cheftrainer: Joel Santana | EC Bahia |
| EC Vitória                                                  | 1:0 Hernández (?.) 2:0 Hernández (?.) | | EC Bahia |
| EC Vitória                                                  | Casagrande | Jefferson, Mantena | EC Bahia |
| EC Vitória                                                  | Hernández, Elvis | | EC Bahia |
| 20. Juni 1999 in Salvador (Bahia) (Estádio Manoel Barradas) | | |          |
| Ergebnis: 2:0 (?:?)                                         | | |          |
| Zuschauer: 8.146                                            | | |          |
| Schiedsrichter: Wilson de Souza Mendonça ( Pernambuco)      | | |          |

### Rückspiel
| EC Bahia                                          | EC Bahia | EC Vitória | EC Vitória |
| ------------------------------------------------- | --- | --- | ---------- |
| EC Bahia                                          | \| 27. Juni 1999 in Salvador (Bahia) (Fonte Nova) \| \| Ergebnis: 1:0 (1:0) \| \| Zuschauer: 40.359 \| \| Schiedsrichter: Francisco Dacildo Mourão ( Ceará) \|                | \| 27. Juni 1999 in Salvador (Bahia) (Fonte Nova) \| \| Ergebnis: 1:0 (1:0) \| \| Zuschauer: 40.359 \| \| Schiedsrichter: Francisco Dacildo Mourão ( Ceará) \|            | EC Vitória |
| EC Bahia                                          | Gilberto – Clébson , Júnior Paulista, Wellington, Jefferson – Marcão, Lima Sergipano, Capixaba, Jorge Wagner – Róbson Luís, Ueslei Reserve Vinícius Cheftrainer: Joel Santana | Fábio Costa – Eloy, Moisés, Edinho Baiano, Leandro – Otacílio, Fernando, Preto Casagrande, Tácio – Kléber, Cláudio Tauá Reserve Artur Oliveira Cheftrainer: Ricardo Gomes | EC Vitória |
| EC Bahia                                          | 1:0 Ueslei (28.) | | EC Vitória |
| EC Bahia                                          | Sergipano | | EC Vitória |
| 27. Juni 1999 in Salvador (Bahia) (Fonte Nova)    | | |            |
| Ergebnis: 1:0 (1:0)                               | | |            |
| Zuschauer: 40.359                                 | | |            |
| Schiedsrichter: Francisco Dacildo Mourão ( Ceará) | | |            |

## Torschützenliste
| Pl. | Nat.        | Spieler        | Klub          | Tore |
| --- | ----------- | -------------- | ------------- | ---- |
| 1   | Brasilianer | Ueslei         | EC Bahia      | 10   |
| 2   | Brasilianer | Cris           | Santa Cruz FC | 6    |
| 3   | Uruguayer   | Nico Hernández | EC Vitória    | 5    |
|     | Brasilianer | Hugo Henrique  | CS Sergipe    | 5    |
|     | Brasilianer | Nailson        | CS Alagoano   | 5    |